# Museo Parroquial de el Bonillo
El Museo Parroquial del Bonillo es un museo de arte en la pequeña ciudad de Albacete en la región de Castilla-La Mancha en España.El Museo Bonilla es un pequeño museo que tiene en su colección pinturas de grandes maestros entre ellos: El Cristo con la cruz del Greco y obras de otros: López Portaña o dos lienzos de Jusep de Ribera (San Francisco), el cuadro del Sarto María Magdalena